# Journalisme en Nouvelle-Calédonie
 (mai 2024).

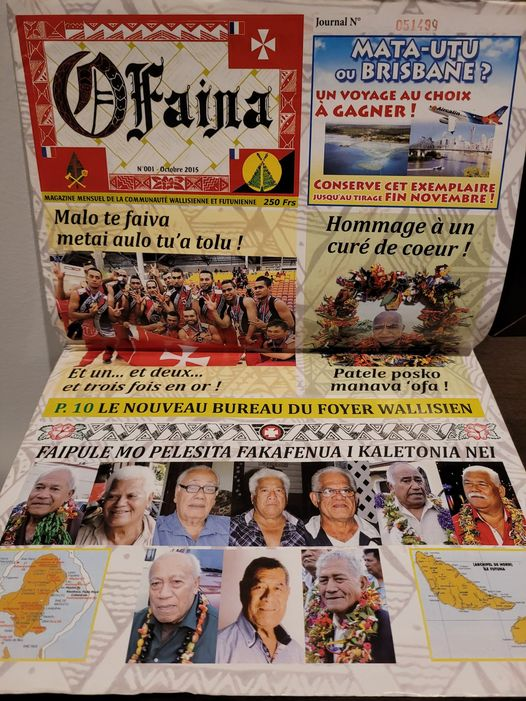
Le journal Ofaina, publié à Nouméa à destination de la diaspora wallisienne et futunienne.

Le journalisme en Nouvelle Calédonie est l'ensemble des médias d'information tenus à partir de ce pays, ainsi que les différents reportages d'organismes externes menés là-bas. L'apparition et le développement du journalisme dans l'archipel sont liés à son histoire coloniale, qui après une période de grande diversité des journaux a laissé place à seulement quelques médias depuis la seconde moitié du XXe siècle. Le traitement des évènements politiques par l'hexagone et l'Australie sont influencés par différents effets politiques liés à la marginalisation de ce territoire. Les journalistes locaux sont très polarisés politiquement entre pro-indépendantistes Kanak et anti-indépendantistes.

## Histoire
Le journalisme est importé sur la Grande Terre sous la forme de la presse écrite par les colons français au XIXe siècle. En particulier, quinze journaux naissent et disparaissent dans les années 1870, de même qu'une quarantaine en 1880-1890. Les débats politiques y étaient alors très vifs.
Lors de la grande révolte kanak de 1878, une panique morale éclate en Australie autour de la proximité de cette autre colonie pénale, française, présentée dans les journaux australiens comme un danger de corruption à cause de sa proximité. Dans le cas de The Sydney Morning Herald, c'est leur envoyé spécial Julian Thomas (en) dit le Vagabond qui détermine la perception de la révolte par les habitants de la grande ville de Sydney.
Entre 1930 et 1970, le journalisme australien traite la Nouvelle-Calédonie d'une manière très distancée.
Au XXe siècle, Les Nouvelles calédoniennes fondées en 1971 deviennent l'unique quotidien de l'archipel, prenant le relais du journal de droite La France Australe qui ferme en 1976. Dans les deux décennies qui suivent, plusieurs concurrents tentent de remettre en cause ce monopole, mais mettent tous la clé sous la porte après quelques mois. Cette situation fait que les Nouvelles influence considérablement le débat public à cette époque, et particulièrement à travers son absence de relayage des opinions kanak.
Alors que dans la presse australienne, la Nouvelle-Calédonie était principalement présentée comme une destination touristique paradisiaque, les journalistes australiens proposent une couverture des événements politiques de 1984 à 1988 en Nouvelle-Calédonie qui se focalise principalement sur le spectacle de la violence. Cela conduit à une baisse considérable et durable du tourisme australien en Nouvelle-Calédonie. En réaction, plusieurs anti-indépendantistes calédoniens accusent la presse australienne d'avoir manipulé exprès l'opinion. Certains décrivent même les revendications nationalistes kanak comme une forme de terrorisme provoqué par des ingérences étrangères afin de nuire à l'économie de la Nouvelle-Calédonie
Dans l'hexagone, les médias font plus que jamais recours à la photographie afin de présenter les évènements d'après 1984. À cette époque, la majorité des journalistes métropolitains traitent le sujet en prenant le parti des Kanak, ce qui alimente un mouvement de solidarité, notamment étudiante. Dans de nombreux articles, les journalistes hexagonaux présentent les caldoches comme essentiellement opposés aux Kanak, alors que Jean-Marie Tjibaou utilise au même moment le terme de « victimes de l'histoire » pour connoter un possible rapprochement entre descendants des bagnards et gens autochtones
Dans les années 1990, plusieurs petits médias pro-indépendance se forment, et l'usage d'Internet commence à se répandre.
En 1997, des boat-people accostent en Nouvelle-Calédonie. Les Nouvelles les présentent de manière favorable, en partie dans la perspective d'encourager les immigrations. En effet, pour les caldoches qui tiennent ce quotidien, la venue de nouvelle personnes sur l'île contribue à diminuer l'importance des Kanak dans le rapport de force politique autour de l'indépendance

## Enjeux politiques
Le journalisme en Nouvelle-Calédonie est polarisé politiquement, ce qui a des effets sur les manières dont les informations sont collectées et diffusées. D'un côté, les journalistes kanak, par exemple à Radio Djiido, une radio fondée par le FLNKS pro-indépendantiste, refusent de se plier à la logique de l'information en continu, préférant attendre que les récits passent par ceux qui sont autorisés à porter la parole par « la coutume ».  Ils priviligient l'expérience et le point de vue kanak dans leurs réportages et parfois négligent de donner « les deux côtés d'un récit ». De l'autre côté, les journalistes non-kanaks, par exemple à Les Nouvelles calédoniennes, ne respectent pas les codes kanak, par exemple le filtrage des informations par des gatekeepers, l'habitude de ne rien communiquer qui pourrait nuire au bien-être de la communauté, l'interdit d'interrompre celui qui parle, et l'inconvenance de questionner les propos des chefs coutumiers. Selon ces journalistes, les chefs se « jouent » de journalistes métropolitains en leur faisant craindre d'être tenu à l'écart des informations, à la suite d'un article défavorable aux kanaks ou d'une démarche trop insistante, prétextant une violation des codes sociaux,,.